# Czech Mycology
Czech Mycology (dawniej Česká Mykologie) – recenzowane międzynarodowe czasopismo naukowe, publikujące prace z wszystkich dziedzin mykologii, w tym taksonomii, ekologii, fizjologii i mikoflorystyki, a także z zakresu tematów mykologicznych w leśnictwie, rolnictwie i medycynie. Publikuje zarówno pełne artykuły, jak i krótkie komunikaty przedstawiające oryginalne badania, które wnoszą istotny wkład w mykologię. Publikowane są również artykuły przeglądowe. Artykuły w języku angielskim.
Jest to czasopismo Czeskiego Towarzystwa Mykologicznego (Czech Scientific Society for Mycology). Wychodzi od 1947 roku. Jest dostępne w internecie. Online dostępny jest wykaz jego numerów i spis ich treści, indeks gatunków, indeks rodzajów oraz indeks autorów.